# Большие Щербиничи
Большие Щербиничи — село в Злынковском районе Брянской области, административный центр Щербиничского сельского поселения. 
 Расположено в 16 км к юго-востоку от Злынки, на правом берегу реки Ваги. Население — 356 человек (2010).
Имеется отделение почтовой связи, сельская библиотека.

## История
Упоминается с первой половины XVII века как «село» Щербиничи, в составе Чолховской волости; казачьего населения не имело. По одной из версий, на этом же месте до XVI века находилось летописное село Супруново. В XVIII—XIX веках своего храма не имело, однако в 1920—30-х гг. здесь имелся деревянный храм (не сохранился).
Со второй половины XVII века до 1781 года входило в Топальскую сотню Стародубского полка (также называлось Старые Щербиничи); затем в Новоместском, Новозыбковском (с 1809) уезде (с 1861 года — в составе Малощербиничской волости, с 1923 в Злынковской волости).
В 1929—1932 гг. состояло в Чуровичском районе, в 1932—1939 гг. — в Новозыбковском районе, затем в Злынковском, при временном упразднении которого (1959—1988) — вновь в Новозыбковском. До 2005 года являлось центром Большещербиничского сельсовета.
| Годы      | 1859 | 1892 | 1901 | 1926 | 1979 | 1989 | 2002 | 2010 |
| --------- | ---- | ---- | ---- | ---- | ---- | ---- | ---- | ---- |
| Население | 1339 | 1886 | 2029 | 1329 | 695  | 615  | 447  | 356  |